# 馬骨

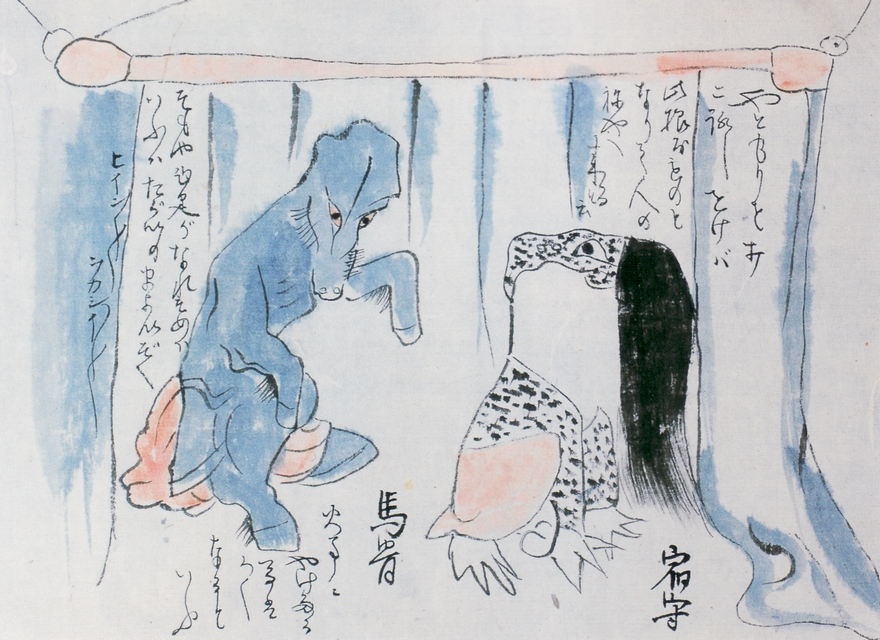
佐川町教育委員会蔵『土佐お化け草紙』より「馬骨」（向かって左）と「宿守」

馬骨（ばこつ）は、江戸時代に描かれた妖怪絵巻『土佐お化け草紙』に描かれている妖怪。

## 概要
『土佐お化け草紙』に描かれている馬の妖怪で、蝦蟇の妖怪「宿守」（やどもり）と室内に釣られた蚊帳（かや）の中で向かい合っている様子が描かれている。火事で焼け死んだ馬が化けたものであると記載されている。

## 馬の骨と火
江戸時代には、馬の骨から採った脂肪分から製した粗悪で廉価な蝋燭が「馬の骨」とも称されていた。また「どこの馬の骨（牛の骨）だか知れない」や「どこの牛の骨とも馬の骨ともつかぬ」などの慣用句・ことわざの語源俗解の一つに、火事で焼けた馬や牛の骨のことを示したものがあり、絵巻物でこの妖怪に付けられている「火」に関する解説はそのような内容を踏まえたものとも見られる。
飼育している牛馬を火事に巻き込んで殺してしまうのはよくないとする俗信は全国各地にあり、家が栄えない（山口県）、七代祟る（静岡県・山梨県・愛知県・福井県）などと言われていた。東北地方などでは「馬は火を恐れる動物」とされ、火事のときに火を目にすると動けなくなってしまうとも語られていた。
また、狐火として狐たちが燃やす火の燃料には「馬の骨」が用いられるとも考えられていた。